# Daryl Sabara
Daryl Christopher Sabara (Hawthorne, 14 giugno 1992) è un attore statunitense.

## Biografia
Nato a Hawthorne (California) da una famiglia ebraica di origini russe e tedesche, Sabara è noto per aver interpretato il ruolo di Juni Cortez nella quadrilogia cinematografica Spy Kids, ha recitato in diversi ruoli cinematografici.
Fratello gemello di Evan Sabara, anche lui attore, Daryl ha cominciato la sua carriera a metà anni novanta, in varie serie televisive.
Daryl Sabara ha ottenuto una candidatura agli Young Artist Awards nel 2004 per il film Missione 3D - Game Over, e la vittoria di uno Special Award nel 2005. È attualmente sposato con la cantante Meghan Trainor; la coppia ha avuto due figli.

## Filmografia

### Cinema
- Spy Kids, regia di Robert Rodriguez (2001)
- Spy Kids 2 - L'isola dei sogni perduti, regia di Robert Rodriguez (2002)
- Missione 3D - Game Over, regia di Robert Rodriguez (2003)
- Al passo con gli Stein, regia di Scott Marshall (2006)
- Soccer Girl - Un sogno in gioco, regia di Norm Hunter (2007)
- Normal Adolescent Behavior, regia di Beth Schacter (2007)
- Halloween - The Beginning, regia di Rob Zombie (2007)
- April Showers, regia di Andrew Robinson (2009)
- Il papà migliore del mondo, regia di Bobcat Goldthwait (2009)
- Machete, regia di Robert Rodriguez e Ethan Maniquis (2010)
- Spy Kids 4 - È tempo di eroi, regia di Robert Rodriguez (2011)
- John Carter, regia di Andrew Stanton (2012)
- The Green Inferno, regia di Eli Roth (2014)
- After the Dark, regia di John Huddles (2014)
- Teen Lust, regia di Blaine Thurier (2014)

### Televisione
- Murphy Brown – serie TV (1992)
- La pazza vita della signora Hunter – serie TV, 1 episodio (1996)
- Roswell – serie TV, episodio 1x03 (1999)
- Will & Grace – serie TV, episodio 2x18 (2000)
- All That – show TV, 1 puntata (2002)
- John Doe – serie TV, 1 episodio (2002)
- One on One – serie TV, 1 episodio (2002)
- Friends – serie TV, episodio 10x02 (2003)
- Dr. Vegas – serie TV, 1 episodio (2004)
- Dr. House - Medical Division – serie TV, episodio 1x13 (2005)
- I Finnerty – serie TV, 1 episodio (2005)
- Weeds – serie TV, 7 episodi (2005-2012)
- Criminal Minds – serie TV, episodio 2x02 (2006)
- A proposito di Brian – serie TV, 1 episodio (2006)
- I maghi di Waverly – serie TV, episodi 1x05-2x15 (2007-2009)
- Miss Guided – serie TV, 1 episodio (2008)
- The Closer – serie TV, 1 episodio (2008)
- La festa (peggiore) dell'anno – film TV, regia di Dan Eckman (2011)
- Grimm – serie TV, episodio 1x10 (2012)
- The Best Podcast Ever with Raven and Miranda – podcast, puntata 1x9 (2023)

### Doppiatore
- Le nuove avventure di Scooby-Doo – serie animata TV (2002)
- Polar Express, regia di Robert Zemeckis (2004)
- Father of the Pride – serie animata TV, 15 episodi (2004-2005)
- American Dragon: Jake Long – serie animata TV, 1 episodio (2006)
- The Boondocks – serie animata TV (2007)
- A Christmas Carol, regia di Robert Zemeckis (2009)
- Generator Rex – serie animata TV, 60 episodi (2010-2013)
- Ultimate Spider-Man – serie animata TV, 1 episodio (2013)

## Doppiatori italiani
Nelle versioni in italiano dei suoi lavori, Daryl Sabara è stato doppiato da:
- Flavio Aquilone in Spy Kids, Spy Kids 2 - L'isola dei sogni perduti, Missione 3D - Game Over, Halloween - The Beginning, Spy Kids 4 - È tempo di eroi, Machete, John Carter
- Alessio Puccio in Criminal Minds
- Daniele Raffaeli in Il papà migliore del mondo
- Andrea Oldani in La festa (peggiore) dell'anno
- Lorenzo De Angelis ne I maghi di Waverly

Da doppiatore è sostituito da:
- Furio Pergolani in Polar Express
- Luca Graziani in The Green Inferno
- Leonardo Graziano in The Boondocks